# Nicolas Le Goff
Nicolas Jean-François Emmanuel Le Goff (Paris, 15 de fevereiro de 1992) é um jogador de voleibol profissional francês que atua na posição de central.

## Carreira

### Clube
Ex-nadador, Le Goff começou a jogar voleibol aos 14 anos de idade, no Sporting Nord Parisien, um pequeno clube de sua cidade natal. Alto, forte e talentoso, ele foi rapidamente detectado para ingressar no Clube Federal da CNVB em Montpellier. Na temporada 2011–12 foi contratado pelo Montpellier UC, fazendo sua estreia no voleibol profissional.
Na temporada 2015–16, o central mudou-se para a Alemanha para jogar pelo Berlin Recycling Volleys, por onde conquistou a Copa da Alemanha, o Campeonato Alemão e a Copa CEV da temporada. Na temporada seguinte, transferiu-se para o Istanbul BBSK, na liga turca. Em 2017, fez sua estreia no voleibol italiano após assinar contrato com o Taiwan Excellence Latina.
Na temporada 2018–19, voltou a defender as cores Berlin Recycling Volleys, com o qual conquistou um título do Campeonato Alemão, uma Supercopa Alemã e uma Copa da Alemanha. Em 2020, retorna ao Montpellier HSC, conquistando a Ligue A de 2021–22 e sendo premiado como melhor jogador e melhor central do torneio.

### Seleção
Em 2009, integrou a equipa francesa que conquistou o título do Campeonato Europeu Sub-19. Em 2013, obteve sua primeira convocação para a seleção adulta francesa com a qual em 2015 conquistou a medalha de ouro na Liga Mundial e no Campeonato Europeu. Um ano após, obteve a medalha de bronze na Liga Mundial e terminou em nono lugar nos Jogos Olímpicos do Rio. Em 2017, volta a conquistar mais um título da Liga Mundial ao vencer a seleção brasileira por 3 sets a 2.
Em 2018 conquistou a medalha de prata na Liga das Nações, após derrota para a seleção russa. Três anos após conquista a medalha de bronze na terceira edição da Liga das Nações e se torna campeão olímpico ao derrotar o Comitê Olímpico Russo nos Jogos Olímpicos de Tóquio.
Em 2022 conquista o inédito título da Liga das Nações ao derrotar a seleção dos Estados Unidos por 3 sets a 2.

## Títulos
Berlin Recycling Volleys
- Copa CEV: 2015–16
- Campeonato Alemão: 2015–16, 2018–19
- Copa da Alemanha: 2015–16, 2019–20
- Supercopa Alemã: 2019

Montpellier Volley
- Campeonato Francês: 2021–22
- Supercopa Francesa: 2022, 2024

## Clubes
| Anos      | Clube                    |
| --------- | ------------------------ |
| 2011–2015 | Montpellier UC           |
| 2015–2016 | Berlin Recycling Volleys |
| 2016–2017 | Istanbul BBSK            |
| 2017–2018 | Taiwan Excellence Latina |
| 2018–2020 | Berlin Recycling Volleys |
| 2020–     | Montpellier HSC          |

## Prêmios individuais
- 2020: Torneio Pré-Olímpico – Melhor central
- 2022: Campeonato Francês – Melhor central
- 2022: Campeonato Francês – MVP
- 2024: Liga das Nações – Melhor central